# 7436 Kuroiwa
7436 Kuroiwa este un asteroid din centura principală de asteroizi.

## Descriere
7436 Kuroiwa este un asteroid din centura principală de asteroizi. A fost descoperit pe 8 februarie 1994 la Kitami de Kin Endate și Kazuro Watanabe. El prezintă o orbită caracterizată de o semiaxă mare de 2,23 ua, o excentricitate de 0,10 și o înclinație de 2,2° în raport cu ecliptica.